# Mapa-múndi

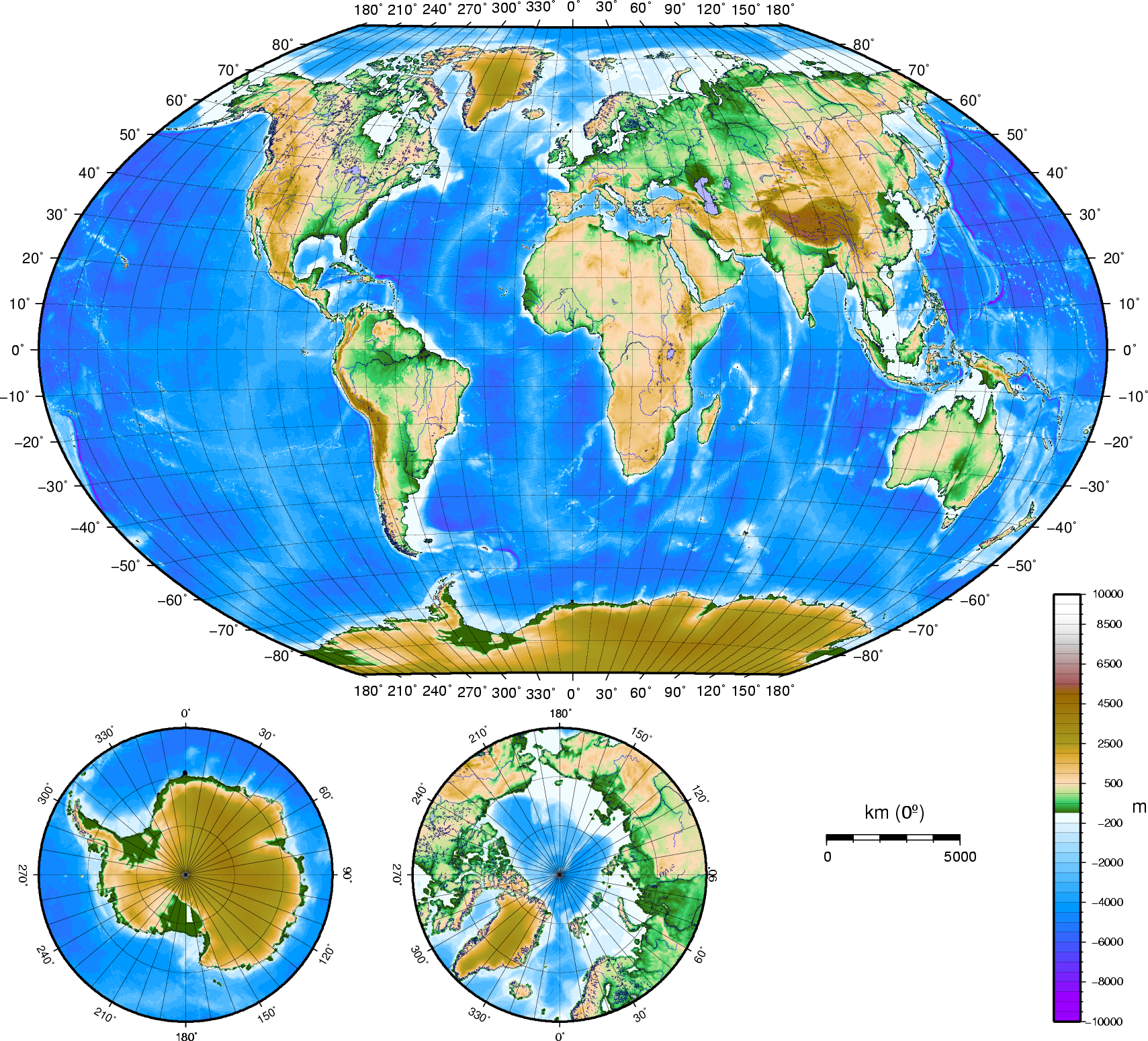
Mapa-múndi.

O mapa-múndi, mapa-mundo, ou planisfério é uma representação cartográfica plana, em escala reduzida, de toda a superfície do planeta Terra. Este mapa mostra ambos os hemisférios do planeta ao mesmo tempo, evidenciando todos os continentes, que podem ser divididos entre quatro e sete, a depender da classificação escolhida, sendo comum dividi-los em seis.

## Etimologia
Em latim, mappa designava, primeiramente, lenço e, posteriormente, a representação gráfica de um terreno. Mappa mundi era, então, a representação gráfica do mundo.

## História
A projeção do nosso globo mais utilizada até hoje foi a "Projeção de Mercator", feita por Gerardus Mercator em 1569. Essa projeção, porém, é alvo de críticas, tanto por ser eurocentrista - a Europa é o centro do mapa - quanto porque o mapa é bastante distorcido nos extremos norte e sul do globo; por exemplo, a Antártida está bem maior que o continente da África, quando na verdade a África é quatro vezes maior que este.
Uma outra projeção, pouco conhecida mas bastante polêmica, é a Projeção de Gall-Peters. Sua criação suscitou debates acalorados entre os cartógrafos, devido às implicações políticas de suas características realçando países em desenvolvimento, distorcendo e colocando, em segundo plano, os países da porção norte do globo terrestre (Estados Unidos, Europa).
A Projeção de Mercator foi sendo substituída por outras projeções, como a Projeção de Mollweide, a Projeção de Robinson e a Projeção de Winkel Tripel. Essas projeções deformam menos o mapa, e por isso vêm sendo mais adotadas.
Todas as formas de projeção adotadas até hoje são denominadas anamórficas, já que transferem uma macrogeometria esférica e rugosa (topografia) para um plano, a partir de um ponto de referência. Essas variações históricas dos mapas em distorções nas proporções dos continentes podem sugerir relações simbólico-políticas, já que, astronomicamente, não há início ou fim, nem parte superior ou inferior do globo.
A despeito dos "centrismos" relacionados à escolha do meridiano central, a referência costuma ser o norte geográfico e magnético, e o eixo de rotação da Terra, exceto para mapas não globais. Ele também nos apresenta as longitudes e latitudes, e outras linhas que formam nosso planeta como; equador, meridianos, etc.